# Тыдор (Усть-Вымский район)
 Тыдор  — деревня в Усть-Вымском районе Республики Коми в составе сельского поселения Айкино.

## География
Расположена на правобережье реки Вычегда на расстоянии примерно 6 км по прямой на восток от районного центра села Айкино.

## История
Упоминается с 1490 года. В 1859 отмечалась как Тыдорская. В переводе с коми Тыдор «место у озера».

## Достопримечательности
Часовня во имя святого Николая Мирликийского Чудотворца (постройка второй половины XIX века).

## Население
Постоянное население составляло 10 человек (коми 90 %) в 2002 году, 13 в 2010.